# Frente Popular (Tunísia)
A Frente Popular (الجبهة الشعبية) ou Frente Popular pela Realização dos Objetivos da Revolução (الجبهة الشعبية لتحقيق أهداف الثورة) é uma aliança entre partidos tunisinos, de várias fações de esquerda, fundada a 7 de outubro de 2012. O seu porta-voz é  Hamma Hammami, do Partido dos Trabalhadores Tunisinos.
A Frente Popular foi criada em larga medida como uma tentativa de criar um terceiro polo, alternativo tanto à coligação governamental (entre os islamitas do Ennahda, o Congresso para a República e o Ettakatol) como ao "Apelo da Tunísia", uma aliança centrista de partidos da oposição vista por alguns como uma recuperação do antigo regime de Bourguiba e Ben Ali.
Um dos dirigentes da Frente era Chokri Belaïd, cujo assassinio, a 6 de fevereiro de 2013, desencadeou protestos contra o governo tunisino.
Nas eleições legislativas de 2014 teve 3,66% dos votos, elegendo 15 deputados.

## Partidos membros

### Corrente marxista-leninista
- Partido dos Trabalhadores Tunisinos, ligado à Conferência Internacional de Partidos e Organizações Marxistas-Leninistas - Unidade e Luta[4]
- Partido dos Patriotas Democratas Unidos

### Outras correntes
- Liga da Esquerda Operária, de Jalel Ben Brik Zoghlami, trotskista, ligada à Quarta Internacional (pós-reunificação)
- Partido Popular pela Liberdade e o Progresso, de Jelloul Azzouna, socialista
- Frente Popular Unionista, de Amor Mejri, marxista pan-árabe
- Movimento Baath, de Othmen Bel Haj Amor, baathista
- Partido da Vanguarda Árabe Democrática, de Kheireddine Souabni, baathista
- Frente Popular Unionista, de Amor Mejri, marxista pan-árabe
- Corrente Popular,  de Zouhair Hamdi e Mbarka Aouania (viúva de Mohamed Brahmi), nasserista
- Al Qotb de Riadh Ben Fadhel,[5] centro-esquerda

### Organizações que já não integram a Frente
- Movimento do Povo, de Mohamed Brahmi, nasserista
- Partido da Luta Progressista, de Mohamed Lassoued, marxista-leninista
- Movimento dos Democratas Socialistas, social-democrata
- Tunisia Verde, de Abdelkader Zitouni, ecologista

## Resultados eleitorais

### Eleições legislativas
| Data | Votos   | %        | Deputados | Status   |
| ---- | ------- | -------- | --------- | -------- |
| 2014 | 124 046 | 3,6 (#4) | 15 / 217  | Oposição |

### Eleições presidenciais
| Data | Candidato apoiado | 1ª Volta | 1ª Volta | 2ª Volta | 2ª Volta |
| Data | Candidato apoiado | Votos    | %        | Votos    | %        |
| ---- | ----------------- | -------- | -------- | -------- | -------- |
| 2014 | Hamma Hammami     | 255 529  | 7,8 (#3) |          |          |